# Rob Dyrdek
Robert Stanley Dyrdek född 28 juni 1974 i Kettering, Ohio, är en amerikansk skateboardåkare, entreprenör och känd från reality-TV. 
Rob Dyrdek blev skateproffs vid 16 års ålder och har över 21 världsrekord, vilka han slog på samma dag. Dyrdek kan ses i programmen Rob & Big,  Rob Dyrdeks Fantasy Factory och Ridiculousness som visas på MTV. Rob Dyrdek är också med i tv-spelen Skate, Skate 2 och Skate 3.

## Världsrekord
Rob Dyrdek är en av världens mest framgångsrika skateboardåkare. Han har tagit 21 Guinness-världsrekord i skateboard som han visar en del i Rob & Big.